# Réfi-Kády János
Réfi-Kády János (Pozsony, 1894–1941) magyar festő, grafikus.

## Életpályája
Tanulmányait a budapesti Képzőművészeti Főiskolán végezte, ahol Tardos Krenner Viktor volt a mestere. 1917-ben a nagybányai szabadiskola növendéke volt.

## Kiállításai
Kiállításokon 1916-ban mutatkozott be. Gyűjteményes tárlata  1928-ban és 1932-ben volt az Ernst Múzeumban. A második világháború előtt rajztanárként dolgozott.
Készített festményeket, tusrajzokat, ceruzarajzokat, de a rézkarcai tették ismertté.